# Relations d'Ehrenfest
Ne doit pas être confondu avec Formules d'Ehrenfest.
En mécanique quantique, les relations d’Ehrenfest font le lien avec la mécanique newtonienne.

## Formulation
Les relations d’Ehrenfest s’écrivent :
L’une dans l’autre, ces relations conduisent à l’expression :
Les notations {\displaystyle \langle {\vec {r}}\rangle } et {\displaystyle \langle {\vec {p}}\rangle } désignent respectivement les valeurs moyennes de la position et de l’impulsion d’une particule dans un état {\displaystyle |\psi (t)\rangle }. Formellement, il s’agit de la moyenne des différentes valeurs propres des opérateurs {\displaystyle {\hat {r}}} et {\displaystyle {\hat {p}}} associés à la position d’une particule et à son impulsion, compte tenu des probabilités d’occurrence en un certain temps {\displaystyle t} de ces valeurs propres.